# Copa del Generalísimo 1942
Die Copa del Generalísimo 1942 war die 38. Austragung des spanischen Fußballpokalwettbewerbes, der heute unter dem Namen Copa del Rey stattfindet.
Der Wettbewerb startete am 26. April und endete mit dem Finale am 21. Juni 1942 im Estadio Chamartín in Madrid. Titelverteidiger des Pokalwettbewerbes war FC Valencia. Den Titel gewann der CF Barcelona durch einen 4:3-Erfolg nach Verlängerung im Finale gegen Atlético Bilbao.

## Erste Runde
Die Hinspiele wurden am 26. April, die Rückspiele am 3. Mai 1942 ausgetragen.
|                  | Gesamt |                     | Hinspiel | Rückspiel |
| ---------------- | ------ | ------------------- | -------- | --------- |
| Real Valladolid  | 4:3    | Celta Vigo          | 4:0      | 0:3       |
| Real Gijón       | 4:4    | Real Oviedo         | 3:1      | 1:3       |
| Cultural Leonesa | 0:1    | Deportivo La Coruña | 0:1      | 0:0       |
| Arenas Club      | 2:2    | Real Sociedad       | 2:1      | 0:1       |
| CD Logroñés      | 2:8    | Atlético Bilbao     | 1:0      | 1:8       |
| CA Osasuna       | 1:1    | Real Saragossa      | 1:1      | 0:0       |
| Tarrasa CF       | 2:5    | CF Barcelona        | 2:1      | 0:4       |
| RCD Español      | 5:3    | CD Sabadell         | 3:1      | 2:2       |
| Levante UD       | 2:6    | CD Castellón        | 2:1      | 0:5       |
| FC Elche         | 2:6    | FC Valencia         | 1:4      | 1:2       |
| Real Murcia      | 3:2    | Hércules Alicante   | 1:1      | 2:1       |
| AD Ferroviaria   | 2:7    | Real Madrid         | 1:3      | 1:4       |
| UD Salamanca     | 2:6    | Atlético Aviación   | 1:0      | 1:6       |
| Betis Sevilla    | 3:5    | Jerez FC            | 2:2      | 1:3       |
| CD Málaga        | 3:6    | FC Granada          | 2:4      | 1:2       |
| SD Ceuta         | 4:6    | FC Sevilla          | 3:2      | 1:4       |

### Entscheidungsspiele
Die Spiele wurden am 5., 6. und 7. Mai in Oviedo, Saragossa und Bilbao ausgetragen.
|             | Ergebnis |                |
| ----------- | -------- | -------------- |
| Real Gijón  | 1:2      | Real Oviedo    |
| Arenas Club | 1:1      | Real Sociedad  |
| Arenas Club | 1:7      | Real Sociedad  |
| CA Osasuna  | 2:4      | Real Saragossa |

## Achtelfinale
Die Hinspiele wurden am 10. Mai, die Rückspiele am 17. Mai 1942 ausgetragen.
|                   | Gesamt |                     | Hinspiel | Rückspiel |
| ----------------- | ------ | ------------------- | -------- | --------- |
| Atlético Aviación | 2:0    | Deportivo La Coruña | 2:0      | 0:0       |
| CD Castellón      | 2:2    | Real Madrid         | 1:0      | 1:2       |
| RCD Español       | 4:3    | Real Saragossa      | 2:0      | 2:3       |
| FC Valencia       | 11:30  | Real Sociedad       | 6:1      | 5:2       |
| FC Sevilla        | 1:5    | CF Barcelona        | 1:2      | 0:3       |
| Atlético Bilbao   | 8:2    | Jerez FC            | 6:0      | 2:2       |
| Real Oviedo       | 1:5    | FC Granada          | 1:1      | 0:4       |
| Real Murcia       | 4:4    | Real Valladolid     | 3:0      | 1:4       |

### Entscheidungsspiele
Die Spiele wurden am 19. Mai in Saragossa und Madrid ausgetragen.
|              | Ergebnis |                 |
| ------------ | -------- | --------------- |
| CD Castellón | 0:1      | Real Madrid     |
| Real Murcia  | 1:3      | Real Valladolid |

## Viertelfinale
Die Hinspiele wurden am 24. Mai, die Rückspiele am 31. Mai 1942 ausgetragen.
|                 | Gesamt |                   | Hinspiel | Rückspiel |
| --------------- | ------ | ----------------- | -------- | --------- |
| Real Madrid     | 3:3    | Atlético Bilbao   | 2:1      | 1:2       |
| Real Valladolid | 6:5    | Atlético Aviación | 3:3      | 3:2       |
| RCD Español     | 4:6    | CF Barcelona      | 2:3      | 2:3       |
| FC Granada      | 3:6    | FC Valencia       | 3:1      | 0:5       |

### Entscheidungsspiele
Das Spiel wurde am 4. Juni in Barcelona ausgetragen.
|             | Ergebnis |                 |
| ----------- | -------- | --------------- |
| Real Madrid | 1:2      | Atlético Bilbao |

## Halbfinale
Die Hinspiele wurden am 7. Juni, die Rückspiele am 14. Juni 1942 ausgetragen.
|                 | Gesamt |                 | Hinspiel | Rückspiel |
| --------------- | ------ | --------------- | -------- | --------- |
| FC Valencia     | 3:5    | CF Barcelona    | 1:2      | 2:3       |
| Atlético Bilbao | 6:4    | Real Valladolid | 6:1      | 0:3       |

## Finale
Nachdem Generalissimus Francisco Franco zehn Minuten nach Spielbeginn auf der Haupttribüne eintraf, unterbrach Schiedsrichter Manuel Ocaña die Partie. Daraufhin wandten sich die Spieler beider Mannschaften dem Diktator zu und grüßten ihn mit erhobenem Arm unter frenetischen "Franco, Franco, Franco"-Sprechchören des Publikums.
| CF Barcelona                                | CF Barcelona | Atlético Bilbao | Atlético Bilbao |
| ------------------------------------------- | --- | --- | --------------- |
| CF Barcelona                                | \| 21. Juni 1942 in Madrid (Estadio Chamartín) \| \| Ergebnis: 4:3 n. V. (3:3, 1:1) \| \| Zuschauer: 30.000 \| \| Schiedsrichter: Manuel Ocaña \|                                           | \| 21. Juni 1942 in Madrid (Estadio Chamartín) \| \| Ergebnis: 4:3 n. V. (3:3, 1:1) \| \| Zuschauer: 30.000 \| \| Schiedsrichter: Manuel Ocaña \|                                                                   | Atlético Bilbao |
| CF Barcelona                                | Luis Miró – Luis Zabala, Benito – Josep Raich , Manuel Rosalench, Ignacio Llácer – Jaime Sospedra, Josep Escolà, Mariano Martín, Domènec Balmanya, José Bravo Cheftrainer: Juan José Nogués | José María Echevarría – Salvador Arqueta , Juan José Mieza – Roberto Bertol, Antonio Ortiz, Isidoro Urra – Rafael Iriondo, José Luis Panizo, Zarra, Francisco Gárate, Hermenegildo Elices Cheftrainer: Juan Urquizu | Atlético Bilbao |
| CF Barcelona                                | 1:0 Josep Escolà (20.) 2:1 Mariano Martín (51.) 3:1 Josep Escolà (59.) 4:3 Mariano Martín (101.)                                                                                            | 1:1 Rafael Iriondo (29.) 3:2 Hermenegildo Elices (79.) 3:3 Zarra (81.) | Atlético Bilbao |
| 21. Juni 1942 in Madrid (Estadio Chamartín) | | |                 |
| Ergebnis: 4:3 n. V. (3:3, 1:1)              | | |                 |
| Zuschauer: 30.000                           | | |                 |
| Schiedsrichter: Manuel Ocaña                | | |                 |